# Bernhard Gerth

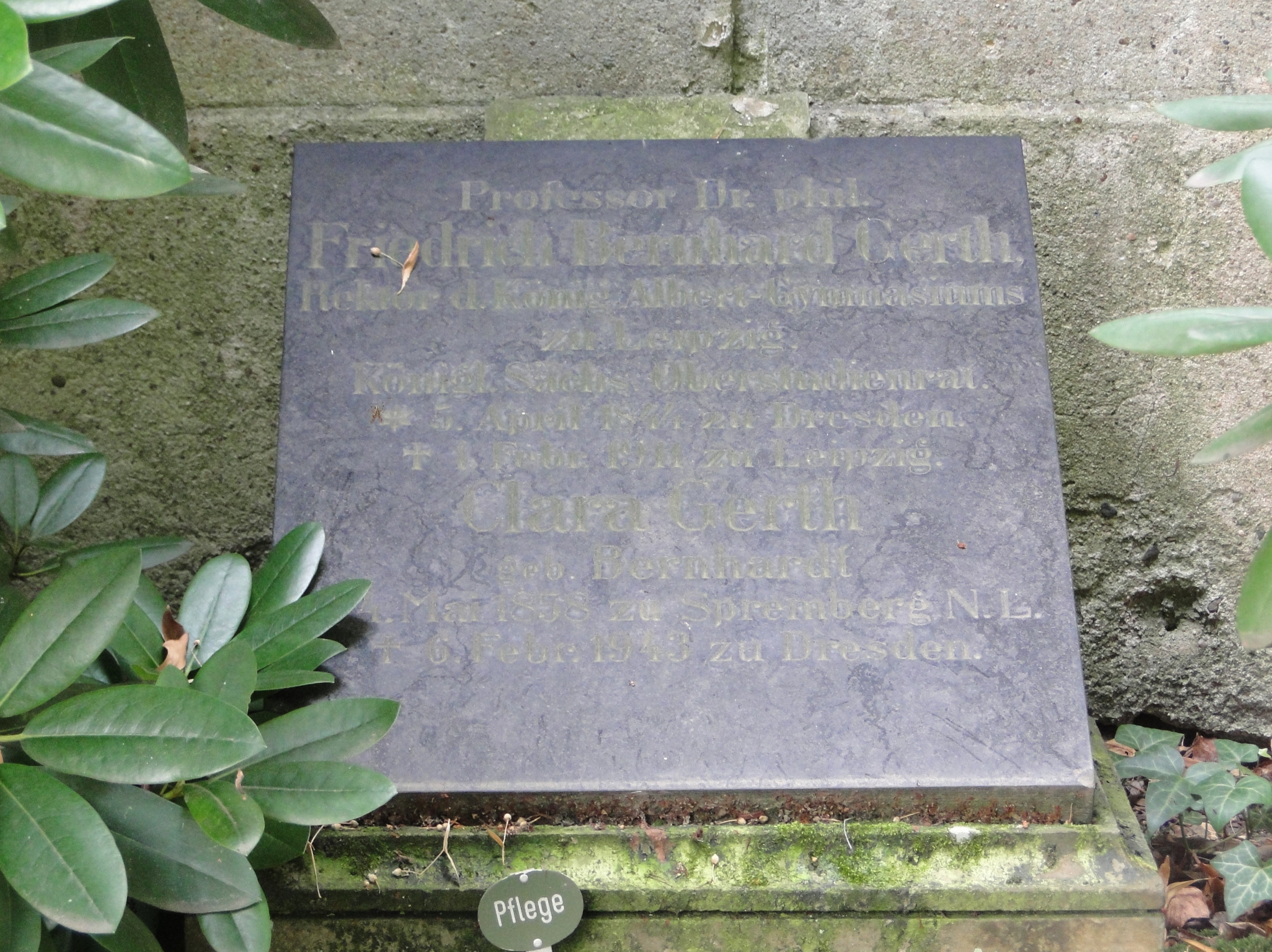
Bernhard Gerths grav i Dresden.

Friedrich Bernhard Gerth, född den 5 april 1844 i Dresden, död den 1 februari 1911 i Leipzig, var en tysk skolman och klassisk filolog.
År 1868 disputerade han för doktorsgraden vid universitetet i Leipzig på en dissertation om dialekterna i den grekiska tragedien, Quaestiones de Graecae Tragoediae dialecto. Han var därefter verksam som rektor vid gymnasier i Zwickau och från 1901 i Leipzig.
Tillsammans med Friedrich Blass utgav han den tredje upplagan av Raphael Kühners Ausführliche Grammatik der griechischen Sprache, utkommen i fyra band från 1890 till 1904. För denna utgåva genomförde Gerth en mästerlig omarbetning av de avsnitt som rör syntaxen.
Från 1873 utgav han Georg Curtius Griechische Schulgrammatik och från 1902 var han tillsammans med Johannes Ilberg ansvarig för redaktionen av Neuen Jahrbüchern für das klassische Altertum, Geschichte und deutsche Literatur und für Pädagogik. Bland hans övriga arbeten märks Grammatisch-Kritisches zur griechischen Moduslehre (1878).